# Utja Lobzjanidze
Utja Lobzjanidze (georgiska: უჩა ლობჟანიძე) född 23 februari 1987 i Tbilisi, Georgiska SSR, Sovjetunionen, , är en georgisk fotbollsspelare. 
Lobzjanidze spelar för närvarande för den kazakiska klubben FC Atyrau. Lobzjanidze gjorde sin internationella debut för Georgien den 27 maj 2008 i en match mot Estland.
Lobzjanidze gjorde sitt första landslagsmål i en träningsmatch mot Albanien den 6 februari 2013.

## Utmärkelser

### Klubbutmärkelser
- Georgisk mästare: 2005
- Vinnare av georgiska cupen: 2008

### Individuella utmärkelser
- Vinnare av Georgiens bäste försvarare: 2007/2008